# Église Sainte-Marie-Madeleine de Launceston
Pour les articles homonymes, voir Église Sainte-Marie-Madeleine.
L'église Sainte-Marie-Madeleine est une église paroissiale classée grade 1 de l'Église d'Angleterre à Launceston dans les Cornouailles. Elle est dédiée à Marie de Magdala.
L'église appartient à la province de Cantorbéry et au diocèse de Truro.

## Histoire
L'église a été construite entre 1511 et 1524  par Sir Henry Trecarrel de Trecarrel comme un mémorial à son jeune fils
Elle a été restaurée pour un coût de 3000 £ en 1894, grâce aux plans de John Dando Sedding, mais il est mort avant que la restauration soit terminée. Les travaux ont par la suite été menés par Edmund Harold Sedding et Henry Wilson. Une chapelle latérale a été ajoutée à l'allée sud de l'église. De nouveaux sièges ont été posés dans les allées nord et sud et des bancs en chêne ont été mis dans les allées centrales. De nouveaux chœurs ont également été fournis et toutes les découpages ont été réalisés par Charles Trask habitant Stoke-under-Ham. La maçonnerie a été fait par William Burt venant de Newport, ville banlieusarde de Launceston.

## Orgue
L'église a des orgues depuis la guerre civile anglaise. Un orgue a été installé en 1723, probablement par Thomas Swarbrick. Le donateur était Sir William Morice (1707-1750) ou son successeur Humphry Morice (1723-1785). Une spécification de l'orgue peut être trouvée sur le registre national des orgues.

## Source
- (en) Cet article est partiellement ou en totalité issu de l’article de Wikipédia en anglais intitulé « St Mary Magdalene's Church, Launceston » (voir la liste des auteurs).